# Departament Zdrowia Ministerstwa Spraw Wojskowych
Departament Zdrowia Ministerstwa Spraw Wojskowych – jednostka organizacyjna Ministerstwa Spraw Wojskowych w II Rzeczypospolitej.
Departament Zdrowia odpowiadał za funkcjonowanie służby zdrowia oraz służby weterynaryjnej w wojsku.

## Formowanie i zmiany organizacyjne
W listopadzie 1918 utworzony został w Ministerstwie Spraw Wojskowych Departament Sanitarny. W jego skład wchodziły sekcje: personalno-mobilizacyjna i wyszkolenia, inspekcji służby sanitarnej, szpitalnictwa, zaopatrzenia sanitarnego, naukowa i regulaminowa. W czerwcu 1919 utworzona została sekcja higieny. Trwały dalsze prace reorganizacyjne. 10 grudnia 1919 roku Departament IX Sanitarny stanowiły sekcje:personalna, organizacyjna, szpitalnictwa, gospodarcza, regulaminowa, higieny i kancelaria. Z dniem 1 marca 1920 Departament IX Sanitarny zmienił nazwę na Departament VI Sanitarny. W jego skład weszła  Sekcja Opieki. W marcu 1920 Departamentu VI Sanitarny składał się z sekcji: organizacyjnej, szpitalnictwa, aptekarska i zaopatrzenia, higieny, opieki.
Po reorganizacji MSWojsk. przeprowadzonej 10 sierpnia 1921 departament otrzymał numer VIII. W jego składzie znalazły się wydziały: ogólno-organizacyjny oraz
higieny i lecznictwa, a z byłej Sekcji Opieki utworzono przejściowo Wydział Superrewizyjno-Inwalidzki
Kolejna reorganizacja przeprowadzona została w roku 1927. Powstały wydziały: ogólny, techniczno-lekarski, farmaceutyczny, weterynaryjny oraz samodzielny referat rachunkowo-budżetowy. Od 7 stycznia 1928  przy Departamencie funkcjonował Referat Lotniczej Służby Zdrowia.
Z dniem 1 grudnia 1928 minister spraw wojskowych rozkazem B. Og. Org. 10239/I Org. unieważnił organizację i skład osobowy Departamentu Sanitarnego i ustanowił organizację i skład osobowy nr 7 Departamentu Zdrowia MSWojsk.
W styczniu 1930 skład osobowy departamentu powiększył się o referat personalny. Od lutego 1932 przy departamencie działał Delegat Rządowy do Spraw Polskiego Czerwonego Krzyża.

## Organizacja departamentu
Organizacja i skład osobowy nr 7 Departamentu Zdrowia MSWojsk. obowiązująca od 1 grudnia 1928 roku:
- szef departamentu,
- zastępca szefa departamentu,
- zastępca szefa departamentu do spraw weterynarii,
- kierownik kancelarii,
- wydział ogólny,
- wydział techniczno-sanitarny (później przemianowany na „techniczno-lekarski”),
- wydział farmaceutyczny,
- samodzielny referat rachunkowo-budżetowy[4].

Ponadto działała komisja regulaminowa oraz Delegat Rządu do Spraw PCK.

## Obsada personalna departamentu
Szefowie departamentu
- gen. mjr lek. Bronisław Malewski (18 – 27 XII 1918)
- gen. mjr lek. / gen. ppor. lek. Zdzisław Hordyński-Juchnowicz (28 XII 1918 – 17 I 1920)
- płk. lek. / gen. bryg. Franciszek Zwierzchowski (17 I 1920 – 20 I 1924)
- gen. bryg. Antoni Religioni (p.o. 20 I – 3 IV 1924)
- płk lek. / gen. bryg. dr Felicjan Sławoj Składkowski (3 IV 1924 – 23 VIII 1926)
- płk lek. Władysław Gorczycki (p.o. od IV 1924 „na czas odkomenderowania płk. lek. Składowskiego na studia we Francji”[6])
- płk lek. / gen. bryg. dr Stanisław Rouppert (23 VIII 1926 – IX 1939)

Pokojowa obsada personalna departamentu w marcu 1939 roku
- szef departamentu – gen. bryg. dr Stanisław Rouppert
- zastępca szefa departamentu i Inspektor Wojskowej Służby Zdrowia – płk lek. dr Jan Kawiński
- zastępca szefa departamentu ds. weterynarii – płk lek. wet. Jan Ślaski
- sekretarz szefa departamentu – kpt. san. Edward Walewski[d]
- kierownik Komisji Regulaminowej – ppłk lek. dr Józef Gabriel Mikołajewski
- kierownik referatu regulaminów i przepisów – kpt san. Edward Walewski
- kierownik referatu prac specjalnych i obrony przeciwlotniczej i gazowej oraz sekretarz Komisji Obrony Przeciwgazowej Biernej – mjr san. Józef Chrząszczewski
- szef Wydziału Ogólnego – płk lek. dr Zygmunt Izydor Łaski
- kierownik referatu ogólno-organizacyjnego – kpt. lek. dr Michał Józef Bereza
- kierownik referatu wyszkolenia – kpt. lek. dr Franciszek Jerzy Nitzke
- szef Wydziału Techniczno-Lekarskiego – płk lek. dr Jan Mintowt-Czyż
- kierownik referatu rewizyjno-lekarskiego – kpt. lek. dr Kornel Józef Mikulewicz
- kierownik referatu szpitali – mjr lek. dr Wacław Zaremba
- kierownik referatu higieny – mjr lek. dr Władysław III Zakrzewski
- szef Wydziału Farmaceutycznego – płk farm. mgr Bolesław Jabłonowski
- kierownik referatu ogólnego – mjr farm. mgr Aleksander Pikulski
- kierownik referatu zaopatrzenia – kpt. farm. mgr Adolf Horodyski †1940 Charków[9]
- kierownik referatu materiałowego – kpt. farm. mgr Edmund Michał Skrzeszewski
- szef Wydziału Weterynarii – ppłk lek. wet. Bronisław Rokita
- kierownik referatu wyszkolenia – mjr lek. wet. dr Aleksander Perenc
- kierownik referatu zaopatrzenia i statystyki – mjr lek. wet. Józef Apolinary Szymański
- kierownik referatu higieny i leczenia – mjr lek. wet. Edward Łukasiewicz
- kierownik Samodzielnego Referatu Rachunkowo-Budżetowego – kpt san. Fryderyk Mieczysław Tkaczyk